# Lucina carnosa
Lucina carnosa is een tweekleppigensoort uit de familie van de Lucinidae. De wetenschappelijke naam van de soort is voor het eerst geldig gepubliceerd in 1858 door Dunker.